# Frank Caprio

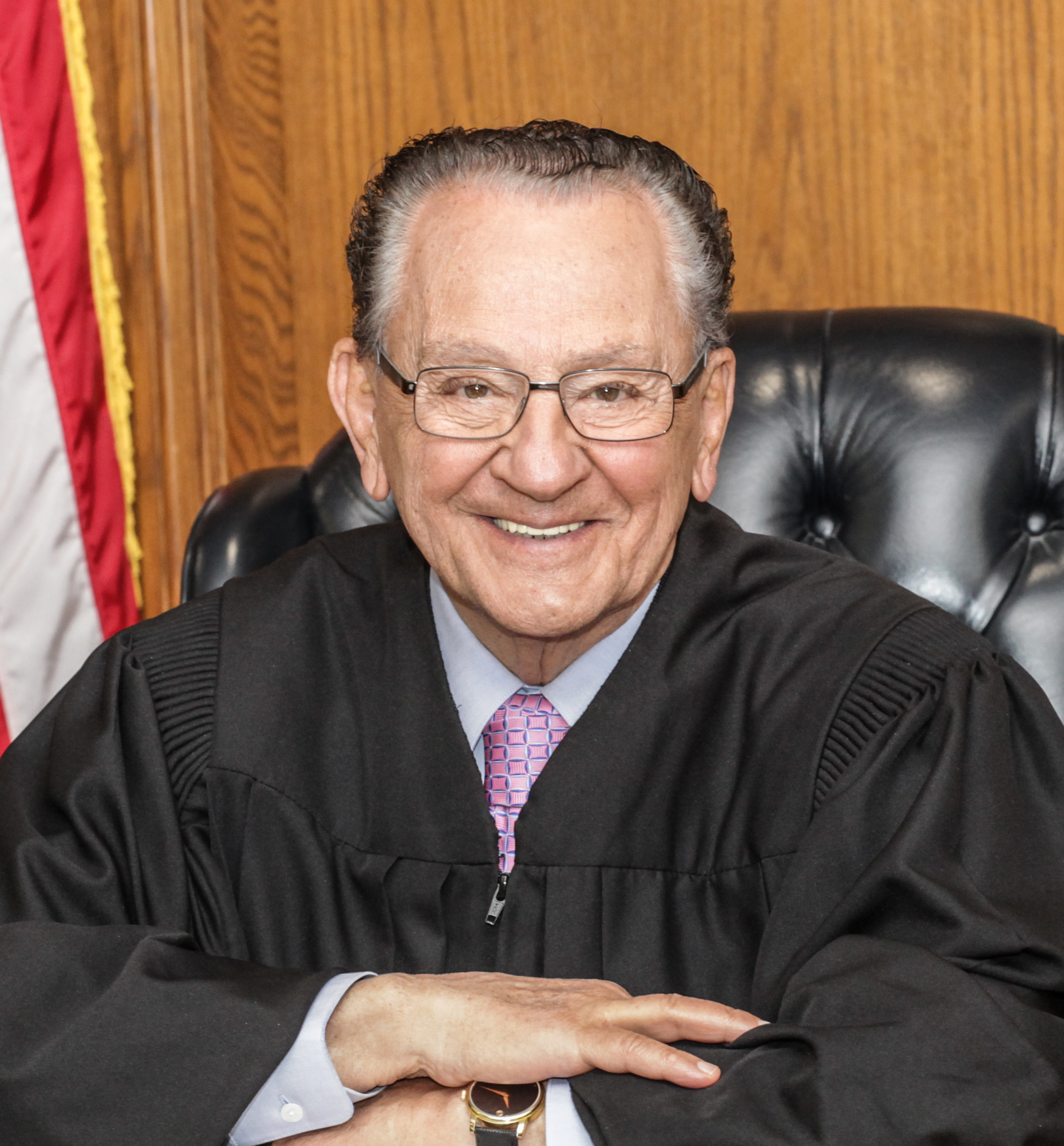
Frank Caprio 2018

Francesco „Frank“ Caprio (* 23. November 1936 in Providence, Rhode Island; † 20. August 2025) war ein US-amerikanischer Jurist und Politiker. Er war bis Januar 2023 Gerichtspräsident (Chief municipal judge) von Providence, Rhode Island. Bekanntheit erlangte er insbesondere durch die öffentliche Ausstrahlung seiner Arbeit als Richter in der ab 2015 produzierten Gerichtssendung Caught in Providence sowie durch Auftritte in der Realityshow Parking Wars.
Mehrere Videos aus seinem Gerichtssaal erreichten ab 2017 eine hohe Popularität auf YouTube, mit teilweise mehr als 15 Millionen Aufrufen. Ab 2020 erreichten die Episoden von Caught in Providence annähernd 300 Millionen Aufrufe.

## Persönliches
Frank Caprio wurde im mehrheitlich von Italoamerikanern bewohnten Stadtteil Federal Hill in Providence geboren und war der zweitälteste der drei Söhne von Antonio Caprio, einem Einwanderer aus Teano, Italien, welcher in Rhode Island als Erntehelfer und Milchmann arbeitete. Seine Mutter Filomena Caprio kam gebürtig aus Providence und stammte ihrerseits von Einwanderern aus Neapel ab.
Caprio besuchte in seiner Schulzeit mehrere öffentliche Schulen in Providence und arbeitete nebenbei als Tellerwäscher und Schuhputzer. Seinen Schulabschluss machte er 1953 an der Central High School in Providence, wo er auch im selben Jahr die Wrestling-Meisterschaften des Bundesstaates Rhode Island gewann. Im Anschluss studierte er am privaten, katholischen Providence College; das Studium schloss er mit dem Bachelor ab. Nach dem College unterrichtete er zunächst amerikanische Politik an der Hope High School in Providence, während er gleichzeitig die Abendkurse an der Law School der Suffolk University in Boston, Massachusetts besuchte. Jenes Studium brachte ihn, wie er später beschrieb, zum Beruf des Juristen und Richters.
Von 1954 bis 1960 diente Caprio im Pionierbataillon 876 der Nationalgarde von Rhode Island und war in Camp Varnum in Narragansett sowie Fort Indiantown Gap in Pennsylvania stationiert.
Frank Caprio war über 50 Jahren mit Joyce E. Caprio verheiratet. Sie hatten zusammen fünf Kinder, darunter den Politiker Frank T. Caprio, von 2007 bis 2011 Treasurer von Rhode Island, sowie David Caprio, ebenfalls Politiker und von 1999 bis 2010 Mitglied des Repräsentantenhauses von Rhode Island. Zusammen mit seiner Frau war er Teilhaber eines Fischrestaurants in Narragansett.
Caprio war Fan der Boston Red Sox. Am 25. Juli 2019 machte er im Spiel gegen die New York Yankees im Fenway Park-Baseballstadion für seine Mannschaft den ceremonial first pitch.
Im Dezember 2023 gab Caprio bekannt, dass er an Bauchspeicheldrüsenkrebs erkrankt sei.
Am 20. August 2025 verstarb Caprio im Alter von 88 Jahren an den Folgen seiner Krebserkrankung.

## Berufliche Laufbahn
1962 wurde Caprio in den Stadtrat von Providence gewählt, welchem er bis 1968 angehörte. Ab 1975 wurde er Mitglied des Verfassungskonvents von Rhode Island sowie Delegierter von insgesamt fünf Democratic National Conventions, den Parteitagen der Demokratischen Partei. Später wurde er Vorsitzender des Rhode Island Boards of Governors for Higher Education, womit er der wichtigste Entscheidungsträger für die University of Rhode Island, das Rhode Island College und das Community College of Rhode Island wurde. 1985 wurde er schließlich Gerichtspräsident (Chief municipal judge) von Providence; zur selben Zeit begann das Lokalfernsehen damit, Ausschnitte seiner Gerichtsverhandlungen öffentlich auszustrahlen. Über 20 Jahre wurden diese Ausschnitte immer wieder im örtlichen Fernsehen ausgestrahlt, behandelt wurden fast ausschließlich Verkehrsvergehen und Kavaliersdelikte.
Am 24. September 2018 startete die bundesweite Ausstrahlung der Gerichtssendung Caught in Providence mit Frank Caprio als Richter in der Hauptrolle, die Sendung wurde ein voller Erfolg und machte ihn im ganzen Land bekannt. Eine zweite Staffel wurde ab Januar 2019 produziert.

## Öffentliches Engagement
An der Suffolk University Law School, wo Caprio studierte, gründete er den Antonio „Tup“ Caprio Scholarship Fund. Jenes Stipendium (benannt nach seinem Vater, welcher nur die Grundschule besuchen konnte) soll junge Menschen aus Rhode Island dabei unterstützen, Zugang zum Studium und zur späteren juristischen Arbeit in den Städten von Rhode Island zu bekommen. Caprio stiftete ebenfalls Stipendien am Providence College und der Central High School, allesamt benannt nach seinem Vater.
Caprio engagierte sich in vielen Wohltätigkeitsorganisationen in seinem Heimatstaat, wie den Boys Town of Italy, der Rhode Island Food Bank und dem Nickerson House Juvenile Court. 1983 war er stellvertretender Vorsitzender der Rhode Island Statue of Liberty Foundation, welche Spenden zur Sanierung der Freiheitsstatue und von Ellis Island sammelte. Er war bis zu seinem Tod Mitglied des Ältestenrats am Providence College.

## Auszeichnungen
1991 bekam Caprio den Ehrendoktortitel für Juristik der Suffolk University Law School verliehen, den Ehrendoktor des Providence College 2008. Einen weiteren Ehrendoktortitel der University of Rhode Island für Öffentlichkeitsarbeit bekam er 2016 verliehen. Im August 2018 war er Preisträger des Produzentenpreises des Rhode Island International Film Festival.